# Schip der dwazen

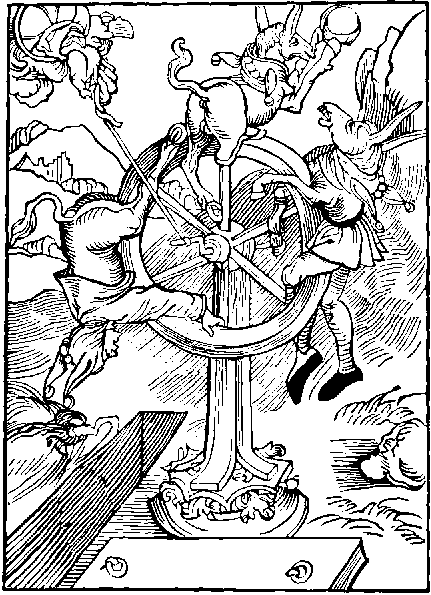
Illustratie door Albrecht Dürer in Das Narrenschiff (Het Narrenschip) van Sebastian Brant. Gepubliceerd in Bazel in 1498.

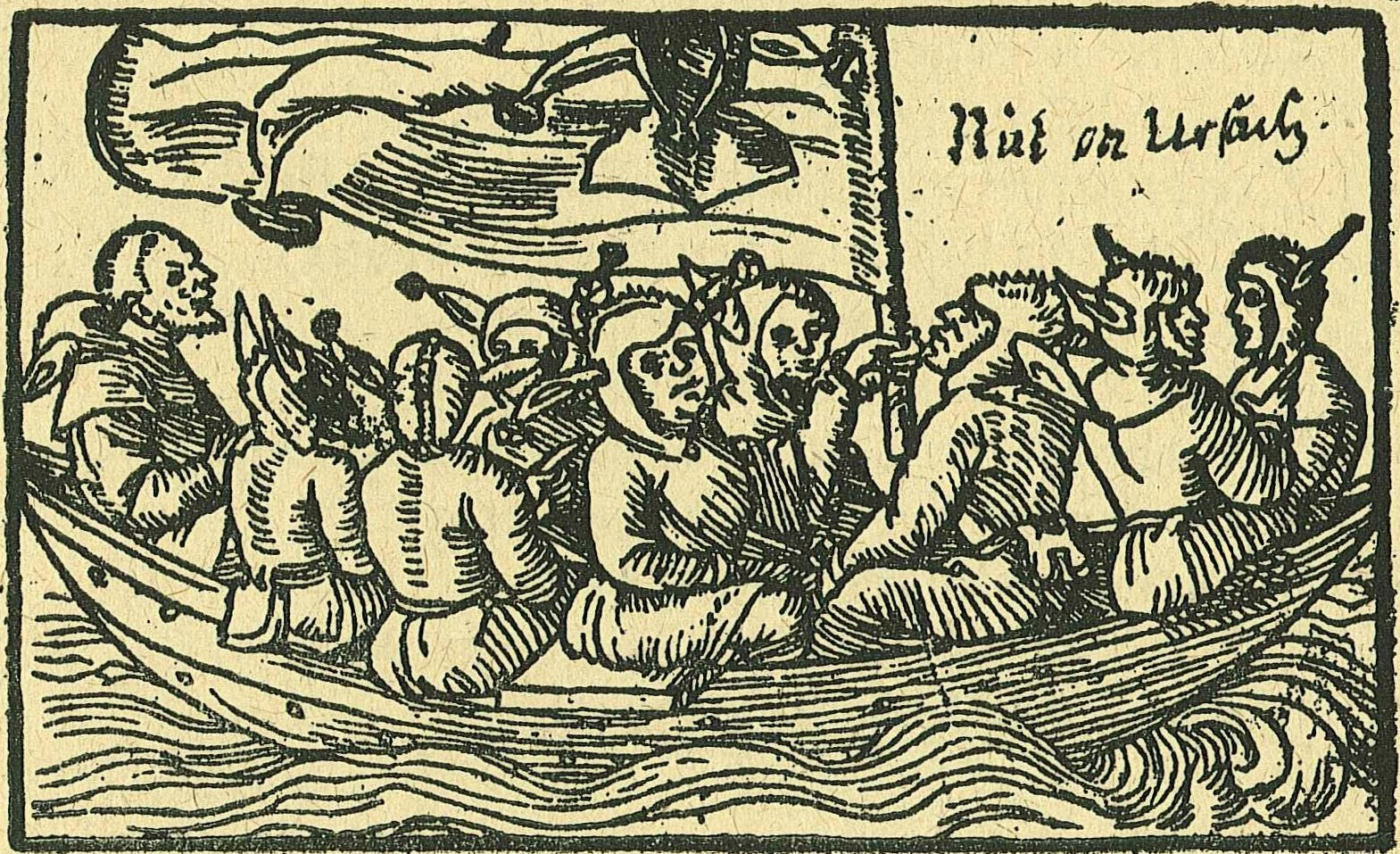
Het schip der dwazen uitgebeeld op een houtsnede uit 1549 uit het Heilige Roomse Rijk.

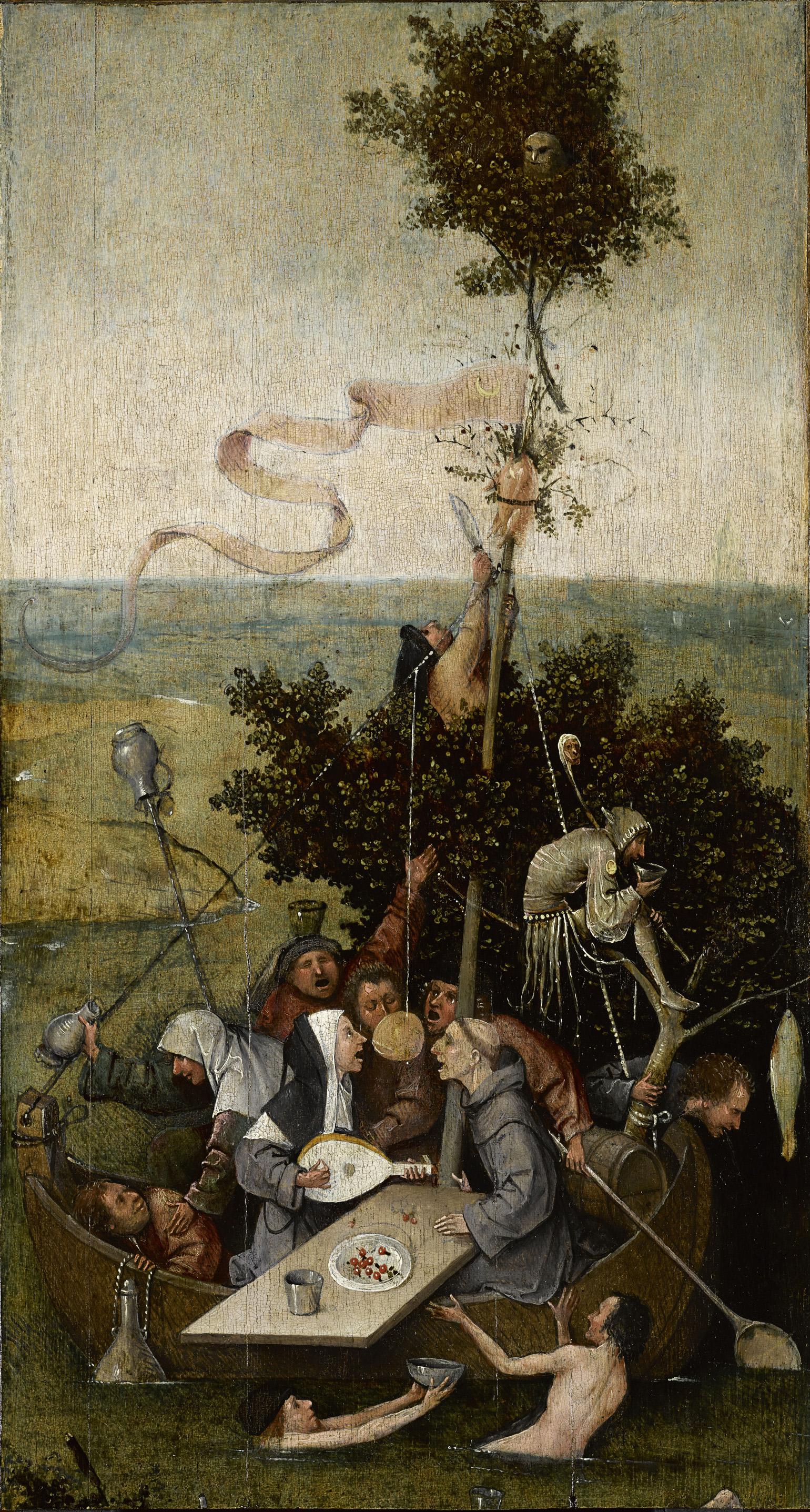
Het Narrenschip van schilder Jheronimus Bosch.

Het Schip der dwazen, soms ook wel het Narrenschip genoemd, is een allegorie afkomstig uit boek IV van Plato's Staat, over een schip met een disfunctionerende bemanning. De allegorie is politiek van aard en heeft als doel om de problemen van regeren en besturen te illustreren in regeringsvormen die niet zijn gebaseerd  op expertkennis, zoals: democratieën. Sedert de middeleeuwen is de allegorie de inspiratiebron geweest van veel schrijvers en kunstenaars.

Aldaar is de eigenaar van het schip, groter en sterker dan iedereen op het schip, maar ietwat doof en nogal kortzichtig, met kennis over zeilen die past bij zijn gezichtsvermogen. De zeelieden ruziën onderling over de besturing van het schip, elk van hen denkende dat hij de kapitein zou moeten zijn. Doch, nimmer heeft hij die vaardigheid geleerd, noch kan hij de persoon aanwijzen die het hem heeft onderwezen of de tijd benoemen wanneer hij het leerde. Waarop zij zeggen dat het niet kan worden onderwezen. Feitelijk zijn ze bereid om eenieder in stukjes te hakken die stelt dat het kan. De schipeigenaar wordt altijd door hen omringd. Zij smeken hem, en zullen alles doen hem ertoe te bewegen, het roer aan hen af te doen staan. Soms, wanneer anderen hem kunnen overtuigen, waar zijzelf falen, zullen zij dezen doden en overboord gooien. Vervolgens immobiliseren ze hun waardige schipeigenaar middels drugs of drank of met behulp van iets anders, en nemen de controle over het schip over, zich tegoed doende aan wat het vervoert. Drinkend en feestend varen zij in de richting alwaar je dergelijke mensen verwacht heen te varen. Bovendien, wanneer iemand goed is in het vinden van manieren om de schipeigenaar te overtuigen of over te halen, om het gezag aan hen over te dragen, noemen zij hem: een echte zeeman, een echte kapitein, en zeggen dat hij echt kennis heeft van schepen. Iedereen die dit niet kan behandelen ze met minachting, noemen hem: nutteloos. Zij begrijpen niet eens bijna dat als hij daadwerkelijk geschikt is om het gezag te voeren over een schip, dat een echte kapitein volledig bekend moet zijn met: de seizoenen van het jaar; de sterren aan de hemel; de winden en alles wat met deze kunst te maken heeft. Wat betreft hoe hij het schip zal gaan besturen - ongeacht of zij dit van hem verlangen of niet - beschouwen zij dit niet als een toegevoegde vaardigheid of een studie die kan worden verworven naast de kunst van het kapitein zijn. Indien dit de situatie is aan boord, denkt u dan niet dat de persoon, die oprecht geschikt is om kapitein te zijn, een sterrenkijker, een nutteloze kletsmajoor zal worden genoemd door hen die varen op schepen met een dergelijke bemanning?
—  Allegorie uit Plato's Staat.

## Gebruik in andere media
- Het concept vormt het fundament voor het 15e-eeuwse boek Das Narrenschiff  (1494) door Sebastian Brant, dat weer de inspiratie vormde voor Jheronimus Bosch' schilderij Het Narrenschip.
- Op het album Morrison Hotel (1970) van de Amerikaanse band The Doors staat het lied Ship of Fools.
- De Franse filosoof Michel Foucault citeerde de allegorie in zijn boek Geschiedenis van de waanzin in de zeventiende en achttiende eeuw.